# Taqi al-Din
Taqi al-Din Muhammad ibn Ma'ruf eller bare Taqi al-Din (arabisk: تقي الدين محمد بن معروف الشامي السعدي, tyrkisk: Takiyuddin) (1526 – 1585) var en central osmannisk tyrkisk eller arabisk muslimsk polyhistor: en videnskabsmand, astronom og astrolog, ingeniør og innovatør, urmager, fysiker og matematiker, botaniker og zoolog, farmaceut og læge, islamisk dommer og tidholder i moskeer, filosof og teolog samt madrassalærer. Han var forfatter til mere end 90 bøger om en lang række emner, selvom kun 24 af disse værker stadig eksisterer. Han blev af sine samtidige kolleger i det Osmanniske Rige regnet som "den største videnskabsmand på jorden".
I 1580 blev hans observatorium, al-Din observatorium i Istanbul, ødelagt af fundamentalister i Istanbul, da han fik skylden for en pestepidemi. Han var den sidste store arabiske observatør af himmellegemerne.